# Spiel Essen
Internationale Spieltage SPIEL, часто відома як Spiel Essen через місто, де вона проводиться, — це щорічна чотириденна публічна виставка настільних ігор, що проводиться у жовтні (з четверга по неділю) в виставковому центрі Messe Essen у Ессен, Німеччина. Виставка була заснована у 1983 році. У 2016 році на SPIEL взяли участь 1021 представників із 50 країн, що зробило її найбільшою виставкою настільних ігор у світі. Щороку на виставці презентують нові ігри, особливо (але не тільки) європейські настільні ігри.
На SPIEL можна знайти настільні ігри, які часто важко знайти у роздрібній торгівлі. Ціни на ігри на виставці зазвичай не є значно нижчими, ніж у магазинах, але ігри зазвичай доступні раніше, ніж у звичайних магазинах, і можуть містити додаткові промо-матеріали (переважно додаткові картки або жетони з новими ігровими механіками, а також футболки та інший мерч). SPIEL також створює середовище, де шанувальники настільних ігор можуть зустрітися та поспілкуватися з дизайнерами ігор, ілюстраторами та оглядачами ігор.
| Рік  | Кількість відвідувачів | Джерело |
| ---- | ---------------------- | ------- |
| 2011 | 147 000                | [ 4 ]   |
| 2012 | 149 000                | [ 5 ]   |
| 2013 | 156 000                | [ 6 ]   |
| 2014 | 158 000                | [ 7 ]   |
| 2015 | 162 000                | [ 8 ]   |
| 2016 | 174 000                | [ 9 ]   |
| 2017 | 182 000                | [ 10 ]  |
| 2018 | 190 000                | [ 11 ]  |
| 2019 | 209 000                | [ 12 ]  |
| 2020 | 0                      | [ 13 ]  |
| 2021 | 93 600                 | [ 14 ]  |
| 2022 | 147 000                | [ 15 ]  |
| 2023 | 193 000                | [ 16 ]  |